# Rio Canalul Timiş
O Rio Canalul Timiş é um rio da Romênia, afluente do Ghimbăşel, localizado no distrito de Braşov.